# Asociación Deportiva Municipal Grecia Fútbol Club
Maillots
Le Municipal Grecia, de son nom complet Asociación Deportiva Municipal Grecia Fútbol Club, et parfois abrégé en Grecia Fútbol Club, est un club costaricain de football fondé en 1998 et basé dans la ville de Grecia, dans la province d'Alajuela.

## Histoire

### Fondation et débuts (1998-2007)
En 1998, un groupe de résidents de Grecia mené par l'ancien député Everardo Rodríguez, décide de créer une équipe sportive dans le canton de Grecia et amener le football professionnel dans la région. Le 16 août 1998, le Municipal Grecia est né après le rachat de la franchise de l'American FC basé à Alajuela.
Moins d'un mois plus tard, le 13 septembre 1998, au stade Luis Ángel Calderón, le Municipal Grecia participe à sa première rencontre officielle face au Puriscal FC et obtient son premier point après un verdict nul (2-2) où Randall Cortés inscrit un doublé au Stade Luis Ángel Calderón dans le canton de Puriscal.
Lors de la saison 2003-2004, l'équipe atteint la finale du tournoi d'ouverture 2003 mais s'incline face à l'AD Cartagena (2-2 ; 1-2) et obtient une reconnaissance nationale de la part des médias qui la qualifient d'équipe surprise du tournoi.

### Succès en deuxième division (2007-2017)
Au cours de la saison 2007-2008, sous les ordres de l'entraîneur uruguayen Hernán Fernando Sosa, le Municipal Grecia remporte le tournoi d'ouverture 2007 après avoir vaincu le Saprissa de Corazón (0-0 ; 2-1). En fin de saison, dans la finale nationale qui permet d'accéder à la première division, Grecia est opposé à l'AD Ramonense mais s'incline aux tirs au but après un résultat de 3-3 au total des buts (2-1 ; 1-2).
En 2009-2010, Grecia poursuit sa période prolifique en terminant premier des deux tournois saisonniers mais n'atteint jamais la finale lors de cette saison.
Bien qu'en deuxième division, le Municipal Grecia attire des joueurs de talent qui partent ensuite vers des clubs plus renommés. Des joueurs comme Allan Alemán, Andrés Nuñez, Alejandro Núñez, Carlos Mario Hidalgo, Mauricio Montero, Álvaro Sánchez, Maykol Mora et le gardien Bryan Zamora et des entraîneurs bien établis tels que Mauricio Montero, Hernán Fernando Sosa, Ronald Mora et Walter Centeno passent donc par le stade Allen Riggioni Suárez.
En 2016, l'ancienne gloire du football costaricain, Walter Centeno, est nommé entraîneur et démarre un nouveau cycle positif pour le club. Dès le premier tournoi de l'équipe sous les ordres de Centeno, en Apertura 2016, le Municipal Grecia se classe premier du groupe B mais est éliminé en quart de finale lors de la phase finale par l'Uruguay de Coronado. En Clausura 2017, Grecia termine troisième de son groupe et atteint la finale du tournoi face au Jicaral Sercoba où il s'impose pour remporter le titre (3-2 ; 2-2). Ce succès permet au club d'atteindre pour la deuxième fois de son histoire la finale nationale de la deuxième division afin d'obtenir la promotion dans l'élite costaricaine. Cette finale met alors aux prises le Municipal Grecia et le Jicaral Sercoba, vainqueur du tournoi d'ouverture 2016. Le Jicaral Sercoba l'emporte 2-1 au match aller mais Grecia écrase son adversaire 3-0 au retour et accroche une première promotion en Primera División avec un score cumulé de 4-2,,.

### Arrivée dans l'élite nationale (depuis 2017)

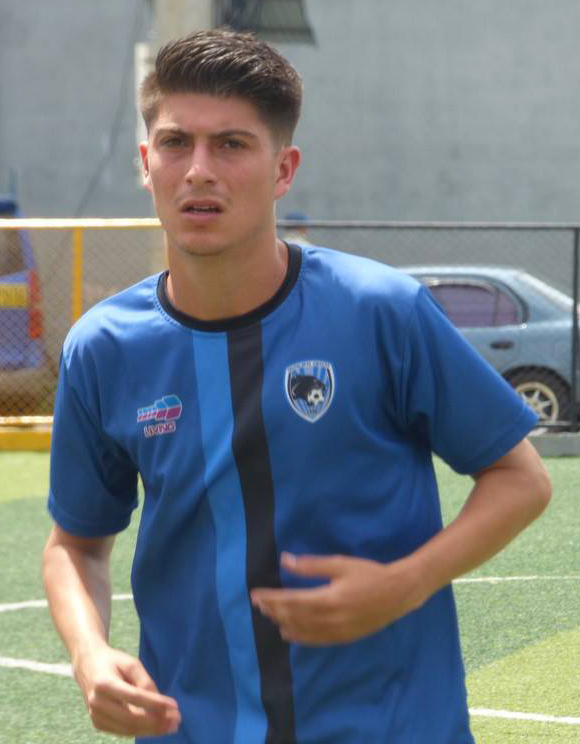
Luis Hernández, premier buteur de Grecia en Primera División.

Le 30 juillet 2017, le Municipal Grecia fait ses grands débuts en Primera División avec la réception de la LD Alajuelense et une défaite 0-3 pour débuter le tournoi d'ouverture 2017. Mais dès la semaine suivante, pour le compte de la deuxième journée de championnat, Grecia l'emporte 3-0 face au Guadalupe FC, notamment grâce à un doublé de Luis Hernández qui devient le premier buteur de l'histoire du Municipal Grecia en première division. Ce premier tournoi dans l'élite nationale est conclu par une sixième place, non qualificative pour la phase finale, mais la performance est honorable pour une équipe promue.
Lors des trois premières saisons en Primera División, le club se stabilise et réussit à se maintenir sans grande difficulté. Néanmoins, le tournoi d'ouverture 2020 est plus complexe et l'équipe n'obtient que deux victoires en seize rencontres et se retrouve dernier de son groupe à l'issue de la phase régulière. Cette situation implique alors une participation à un barrage face au Sporting FC pour déterminer qui termine à la dernière place au classement général. Le Municipal Grecia évite finalement de finir au pied du classement après un verdict nul (1-1) et une victoire (0-1).

## Stade

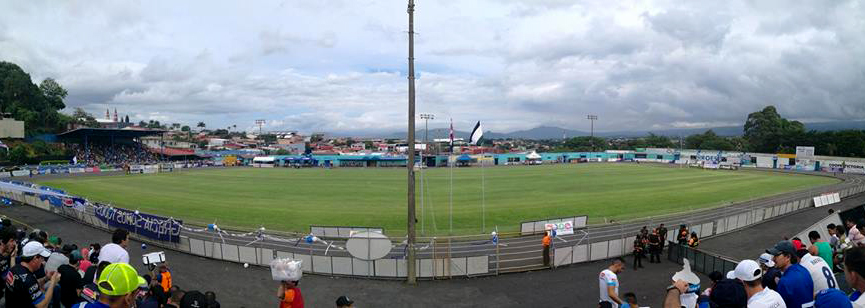
Le Stade Allen Riggioni Suarez.

Le Municipal Grecia joue ses rencontres à domicile au Stade Allen Riggioni Suárez situé dans la ville de Grecia. Inauguré en 1973, il est doté d'une pelouse naturelle entourée d'une piste d'athlétisme, de deux tribunes de couleur bleue qui portent la capacité de l'enceinte à 4 000 spectateurs. Il est parfois surnommé La guarida de la Pantera (« La tanière de la panthère ») en référence à la panthère noire, mascotte emblématique du club.
C'est notamment dans ce stade que le Municipal Grecia joue la finale aller du tournoi d'ouverture 2007 remporté face au Saprissa de Corazón en décembre 2007.

## Bilan sportif

### Palmarès
| Compétitions nationales | Compétitions internationales |
| - Segunda División de Costa Rica (1) - Champion : 2016-2017. - Vice-champion : 2007-2008. - Champion de tournoi : Apertura 2007, Clausura 2017. - Vice-champion de tournoi : Apertura 2003. | - Vierge                     |

### Bilan par saison
Bilan en première division du Municipal Grecia
| Saison    | Division         | Tournoi       | Saison régulière | Saison régulière | Saison régulière | Saison régulière | Saison régulière | Saison régulière | Saison régulière | Résultats | Résultats    | Résultats  | Coupe du Costa Rica | CONCACAF     |
| Saison    | Division         | Tournoi       | M                | V                | N                | D                | BP               | BC               | Pts              | Position  | Phase finale | Clas. gén. | Coupe du Costa Rica | CONCACAF     |
| --------- | ---------------- | ------------- | ---------------- | ---------------- | ---------------- | ---------------- | ---------------- | ---------------- | ---------------- | --------- | ------------ | ---------- | ------------------- | ------------ |
| 2017-2018 | Primera División | Apertura 2017 | 22               | 8                | 7                | 7                | 31               | 37               | 31               | 6e/12     | Non qualifié | 7e/12      | Non tenue           | Non qualifié |
| 2017-2018 | Primera División | Clausura 2018 | 22               | 6                | 6                | 10               | 27               | 34               | 24               | 10e/12    | Non qualifié | 7e/12      | Non tenue           | Non qualifié |
| 2018-2019 | Primera División | Apertura 2018 | 22               | 7                | 3                | 12               | 27               | 35               | 24               | 9e/12     | Non qualifié | 7e/12      | Non tenue           | Non qualifié |
| 2018-2019 | Primera División | Clausura 2019 | 22               | 8                | 7                | 7                | 32               | 32               | 31               | 7e/12     | Non qualifié | 7e/12      | Non tenue           | Non qualifié |
| 2019-2020 | Primera División | Apertura 2019 | 22               | 5                | 6                | 11               | 26               | 39               | 21               | 11e/12    | Non qualifié | 8e/12      | Non tenue           | Non qualifié |
| 2019-2020 | Primera División | Clausura 2020 | 22               | 8                | 5                | 9                | 33               | 37               | 29               | 8e/12     | Non qualifié | 8e/12      | Non tenue           | Non qualifié |
| 2020-2021 | Primera División | Apertura 2020 | 16               | 2                | 4                | 10               | 14               | 26               | 10               | 6e/6 (A)  | Non qualifié | 12e/12     | Non tenue           | Non qualifié |
| 2020-2021 | Primera División | Clausura 2021 | 22               | 4                | 11               | 7                | 22               | 29               | 23               | 9e/12     | Non qualifié | 12e/12     | Non tenue           | Non qualifié |

Bilan global du Municipal Grecia

## Mascotte

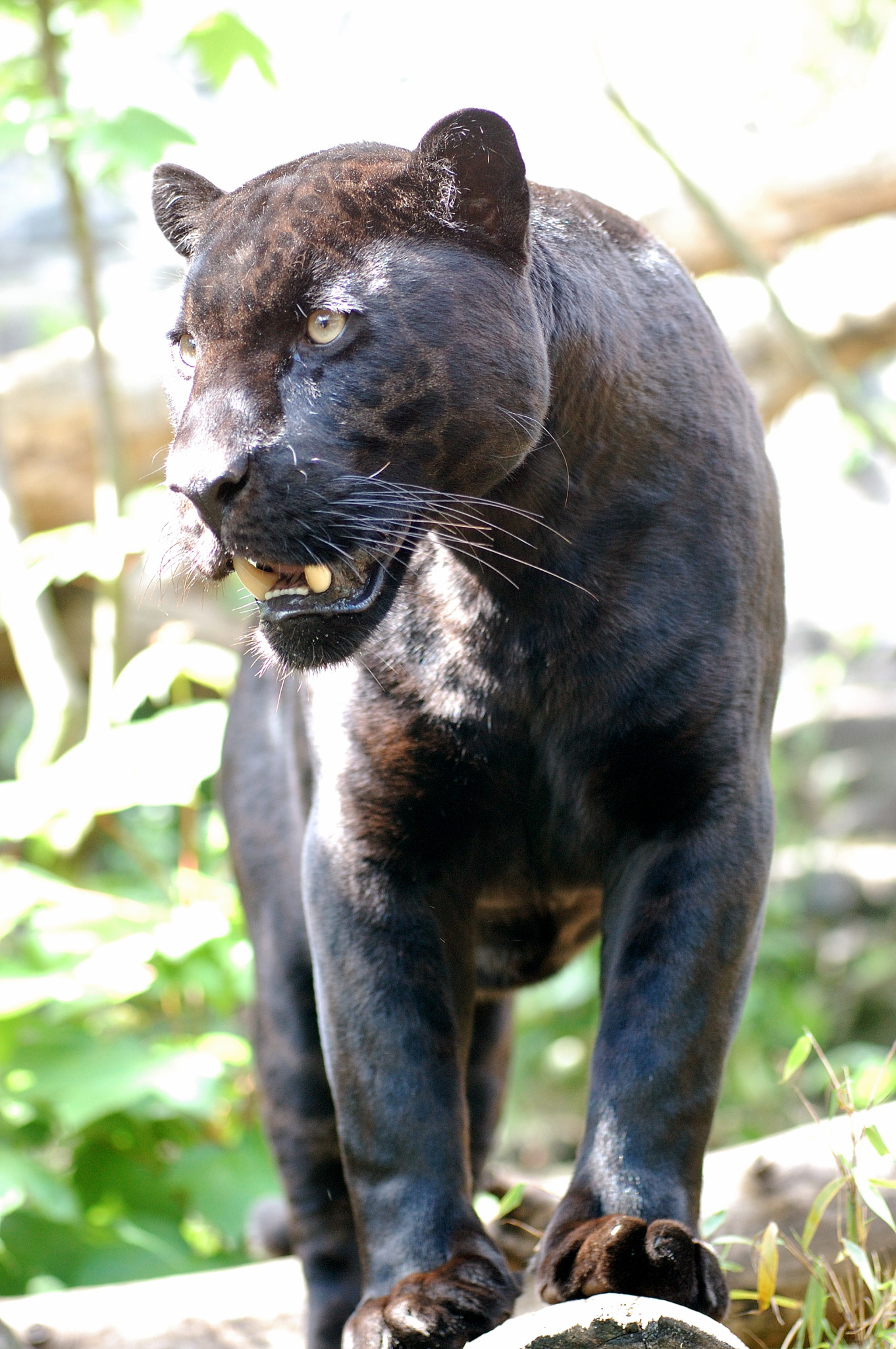
La panthère noire, mascotte du club.

La panthère noire est la mascotte officielle du club, choisie pour sa force et sa dextérité, en référence aux performances de l'équipe.

## Joueurs emblématiques
Plusieurs joueurs évoluant au Municipal Grecia sont appelés pour représenter leur pays en sélection nationale. Parmi eux, Brayan Rodríguez avec le Nicaragua, Jecsy Jarquín avec les moins de 20 ans du Costa Rica et Naël Élysée avec moins de 20 ans d'Haïti. D'autres vétérans de la sélection costaricaine comme Andrés Núñez, Álvaro Sánchez et Alberth Villalobos font aussi partie des anciens joueurs du club.